# Doug Holcomb
Douglas Martin Holcomb, detto Doug (Milwaukee, 9 febbraio 1921 – Scranton, 3 febbraio 2008), è stato un cestista e allenatore di pallacanestro statunitense, professionista nella ABL e nella BAA.